# 天主教馬諾夸里暨索龍教區
天主教馬諾誇里暨索龍教區（拉丁語：Dioecesis Manokvariensis Sorongensis）是印度尼西亞一個羅馬天主教教區，位於西巴布亞省，屬馬老奇總教區。2003年有教友40,000人、18個堂區、22名司鐸（2002年）。現任主教為伊拉利翁·達圖斯·萊加。
1959年12月19日自現在的查亞普拉教區分出成監牧區。1966年11月15日升為教區。